# 丸山由美
丸山由美（旧姓江上，1957年11月10日—）是一名日本前排球运动员。她在1984年夏季奥林匹克运动会中，参加了女子排球比赛并获得铜牌。她也参加了1988年夏季奥林匹克运动会，获得第四名。